# San Nicolás el Chico
San Nicolás el Chico es una localidad de México localizada en el municipio de Tulancingo de Bravo en el estado de Hidalgo.

## Geografía
Se encuentra en la región geográfica del Valle de Tulancingo, le corresponden las coordenadas geográficas 20° 05’ 48.859” de latitud norte y 98° 23’ 15.394” de longitud oeste, con una altitud de 2139 m s. n. m. En cuanto a fisiografía se encuentra en la provincia de la Eje Neovolcánico, dentro de la subprovincia del Lagos y Volcanes de Anáhuac; su terreno es de valle. En lo que respecta a la hidrografía se encuentra posicionado en la región del Pánuco, dentro de la cuenca del río Moctezuma, y dentro de las subcuenca del río Metztitlán. Cuenta con un clima semiseco templado.

## Demografía
En 2020 registró una población de 1136 personas, lo que corresponde al 0.68 % de la población municipal. De los cuales 556 son hombres y 580 son mujeres.
| Gráfica de evolución demográfica de San Nicolás el Chico entre 1995 y 2020                   |
|                                                                                              |
| Población de los censos y conteos del Instituto Nacional de Estadística y Geografía (INEGI). |